# Dicteriadidae
Dicteriadidae — семейство стрекоз из подотряда равнокрылых. Это небольшое семейство, состоящее всего из двух монотипических родов Dicterias и Heliocharis (по одному виду в каждом). Dicteriadidae — эндемики Южной Америки.

## Видовой состав
- Dicterias atrosanguinea — эндемик Бразилии
- Heliocharis amazona — широко распространён в Южной Америке

Исследование 2011 года (опубликовано в 2012) показало, что личинки обоих видов очень близки морфологически.